# Petrovce nad Laborcom
Petrovce nad Laborcom é um município da Eslováquia, situado no distrito de Michalovce, na região de Košice. Tem 10,22 km² de área e sua população em 2018 foi estimada em 1.063 habitantes.

## Demografia
| Ano:        | 1994 | 2004   | 2014   | 2024    |
| ----------- | ---- | ------ | ------ | ------- |
| Broj ljudi: | 887  | 966    | 1018   | 1128    |
| Razlika:    |      | +8,90% | +5,38% | +10,80% |

| Ano:               | 2023 | 2024   |
| ------------------ | ---- | ------ |
| Número de pessoas: | 1107 | 1128   |
| Diferença:         |      | +1,89% |